# Meys (Rhône)
Meys est une commune française, située dans le département du Rhône en région Auvergne-Rhône-Alpes.

## Géographie

### Localisation
Meys est une commune rurale de montagne située dans le Massif central, proche du parc naturel régional du Pilat, à environ 48 kilomètres au sud-ouest de Lyon.

### Géologie et relief
La commune est classée en zone de sismicité 2, correspondant à une sismicité faible.

### Hydrographie
La commune est arrosée principalement par la  Brévenne et ses affluents :
- la Goutte de la Gagère, long de 1,8 km[3] ;
- le ruisseau de Goutte Renard, long de 2,6 km[4] ;
- le Combron, long de 5,6 km[5] ;

ainsi que : 
- la rivière Toranchelong de 29,1 km[6], affluent de la Loire ;
- le ruisseau de la Malgoutte au sud.

### Climat
Pour des articles plus généraux, voir Climat d'Auvergne-Rhône-Alpes et Climat du Rhône.
En 2010, le climat de la commune est de type climat des marges montargnardes, selon une étude du Centre national de la recherche scientifique s'appuyant sur une série de données couvrant la période 1971-2000. En 2020, Météo-France publie une typologie des climats de la France métropolitaine dans laquelle la commune est exposée à un climat de montagne ou de marges de montagne et est dans la région climatique  Nord-est du Massif Central, caractérisée par une pluviométrie annuelle de 800 à 1 200 mm, bien répartie dans l’année. 
Pour la période 1971-2000, la température annuelle moyenne est de 10,2 °C, avec une amplitude thermique annuelle de 16,4 °C. Le cumul annuel moyen de précipitations est de 815 mm, avec 9,4 jours de précipitations en janvier et 7 jours en juillet. Pour la période 1991-2020, la température moyenne annuelle observée sur la station météorologique de Météo-France la plus proche, « Chazelles-Lyon », dans la commune de Chazelles-sur-Lyon à 4 km à vol d'oiseau, est de 10,6 °C et le cumul annuel moyen de précipitations est de 764,0 mm,. Pour l'avenir, les paramètres climatiques de la commune estimés pour 2050 selon différents scénarios d'émission de gaz à effet de serre sont consultables sur un site dédié publié par Météo-France en novembre 2022.

## Urbanisme

### Typologie
Au 1er janvier 2024, Meys est catégorisée commune rurale à habitat dispersé, selon la nouvelle grille communale de densité à sept niveaux définie par l'Insee en 2022.
Elle est située hors unité urbaine et hors attraction des villes,.

### Occupation des sols
L'occupation des sols de la commune, telle qu'elle ressort de la base de données européenne d’occupation biophysique des sols Corine Land Cover (CLC), est marquée par l'importance des territoires agricoles (94 % en 2018), en diminution par rapport à 1990 (96,3 %). La répartition détaillée en 2018 est la suivante : 
prairies (54,6 %), zones agricoles hétérogènes (39,4 %), forêts (3,7 %), zones urbanisées (2,3 %). L'évolution de l’occupation des sols de la commune et de ses infrastructures peut être observée sur les différentes représentations cartographiques du territoire : la carte de Cassini (XVIIIe siècle), la carte d'état-major (1820-1866) et les cartes ou photos aériennes de l'IGN pour la période actuelle (1950 à aujourd'hui).

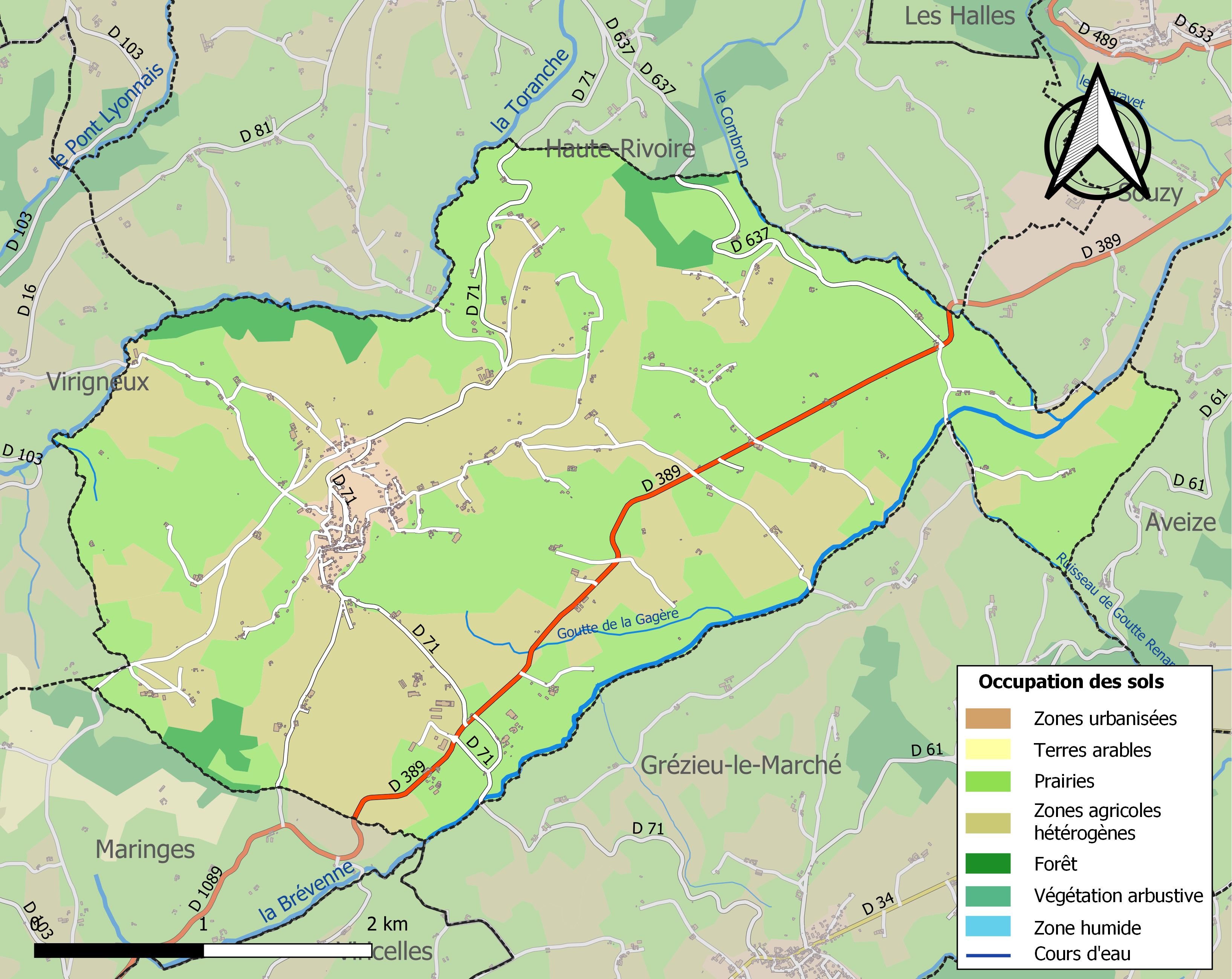
Carte des infrastructures et de l'occupation des sols de la commune en 2018 (CLC).

### Logement
En 2013, le nombre total de logements dans la commune était de 363.
Parmi ces logements, 86,5 % étaient des résidences principales, 6,9 % des résidences secondaires et 6,6 % des logements vacants.
La part des ménages propriétaires de leur résidence principale s’élevait à 77,4 %.

## Toponymie
Les formes anciennes de Meys sont : Vide Madisus en 921, ecclesia de Madis  in agro Forensi, Mais, Mays, et enfin Meys. Madisus est une forme mérovingienne du gallo-romain  Matusius , lui-même composé du gaulois matu- "ours" + sius "domaine" d'où "Domaine de l'Ours", peut-être une divinité celtique locale, correspondance avec  "le Mont Bernos" forme germ. Bar  "ours" + -n- "pays" d'où "Mont du Pays de l'Ours", ou par métathèse romane de "Brun" surnom de l'ours.

## Histoire
- La gare de Meys fut en activité de 1876, année de construction de la voie ferrée (Ligne de Lyon-Saint-Paul à Montbrison), jusqu'en octobre 1938, date de la fermeture de la voie, faute de rendement et de voyageurs.
- La grande route (N89) fut construite autour des années 1855.
- Plusieurs tuileries étaient présentes dans la commune dans la vallée de la Brévenne.

## Politique et administration
| Période   | Période  | Identité         | Étiquette | Qualité |
| --------- | -------- | ---------------- | --------- | ------- |
| 1977      | 1995     | Georges Roche    | RPR       |         |
| 1995      | 2008     | Jean-Louis Cloye |           |         |
| mars 2008 | En cours | Philippe Garnier |           |         |

## Démographie
L'évolution du nombre d'habitants est connue à travers les recensements de la population effectués dans la commune depuis 1793. Pour les communes de moins de 10 000 habitants, une enquête de recensement portant sur toute la population est réalisée tous les cinq ans, les populations de référence des années intermédiaires étant quant à elles estimées par interpolation ou extrapolation. Pour la commune, le premier recensement exhaustif entrant dans le cadre du nouveau dispositif a été réalisé en 2008.

En 2022, la commune comptait 855 habitants, en évolution de +0,35 % par rapport à 2016 (Rhône : +3,93 %, France hors Mayotte : +2,11 %).
| 1793  | 1800 | 1806 | 1821  | 1831  | 1836  | 1841  | 1846  | 1851  |
| ----- | ---- | ---- | ----- | ----- | ----- | ----- | ----- | ----- |
| 1 052 | 664  | 975  | 1 049 | 1 162 | 1 107 | 1 220 | 1 204 | 1 162 |

| 1856  | 1861  | 1866  | 1872  | 1876  | 1881  | 1886  | 1891  | 1896  |
| ----- | ----- | ----- | ----- | ----- | ----- | ----- | ----- | ----- |
| 1 104 | 1 144 | 1 181 | 1 134 | 1 188 | 1 191 | 1 135 | 1 063 | 1 020 |

| 1901  | 1906  | 1911 | 1921 | 1926 | 1931 | 1936 | 1946 | 1954 |
| ----- | ----- | ---- | ---- | ---- | ---- | ---- | ---- | ---- |
| 1 004 | 1 012 | 970  | 842  | 839  | 771  | 707  | 713  | 673  |

| 1962 | 1968 | 1975 | 1982 | 1990 | 1999 | 2006 | 2008 | 2013 |
| ---- | ---- | ---- | ---- | ---- | ---- | ---- | ---- | ---- |
| 670  | 597  | 563  | 544  | 592  | 637  | 670  | 679  | 841  |

| 2018 | 2022 | - | - | - | - | - | - | - |
| ---- | ---- | - | - | - | - | - | - | - |
| 849  | 855  | - | - | - | - | - | - | - |

## Économie

### Revenus de la population et fiscalité
Le nombre de ménages fiscaux en 2013 était de 304 représentant 822 personnes et la  médiane du revenu disponible par unité de consommation  de 19 570 €.

### Emploi
En 2014, le nombre total d'emplois dans la zone était de 286, occupant 397 actifs résidants (salariés et non-salariés).
Le taux d'activité de la population âgée de 15 à 64 ans s'élevait à 77,7 % contre un taux de chômage de 6,1 %.

### Entreprises et commerces
En 2015, le nombre d'établissements actifs était de soixante dix-huit dont vingt-six dans l'agriculture-sylviculture-pêche, sept  dans l'industrie, seize dans la construction, vingt-quatre dans le commerce-transports-services divers et cinq relatifs au secteur administratif.
Cette même année, quatre entreprises ont été créées par des auto-entrepreneurs.

## Culture locale et patrimoine

### Lieux et monuments

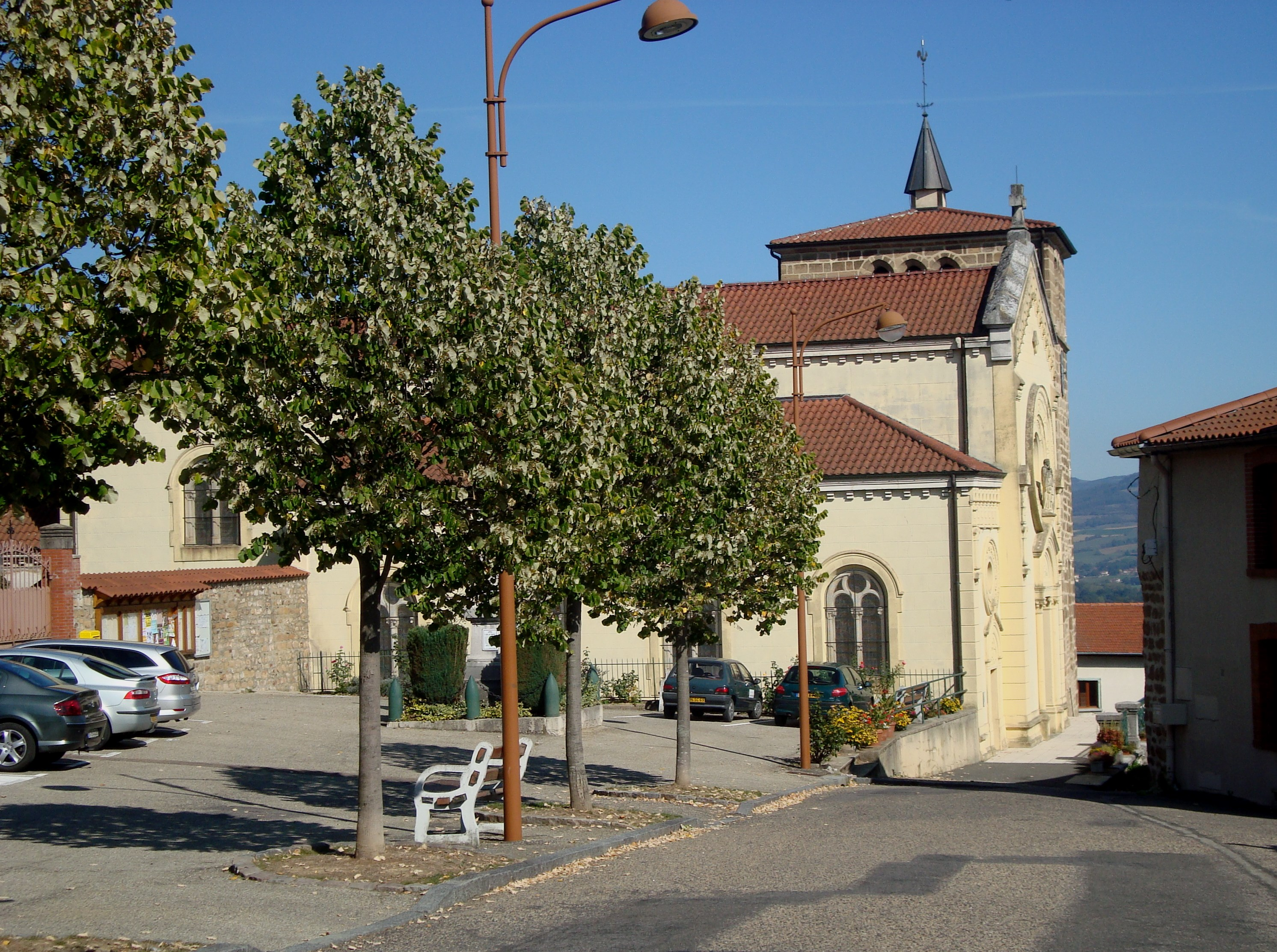
L'église Saint-Pierre vue de la place Mangini.

- Église Saint-Pierre.

## Personnalités liées à la commune
- Jean-Marie Faure, né le 24 novembre 1809 à Meys, est le père de Félix Faure, président de la République (15 janvier 1895- 16 février 1899), né à Paris le 30 janvier 1841, au faubourg Saint-Denis, où son père avait établi son activité de menuisier, activité traditionnelle de cette famille à Meys où elle compta plusieurs ancêtres menuisiers et ébénistes[25],[26].
- Jean-Pierre Notin,  né le dimanche 27 mars 1881 à St Clément les Places, poilu du train originaire de Meys et tué à Verdun le lundi 18 décembre 1916 en ravitaillant les premières lignes (il acheminait une charrette de pain aux troupes du secteur de Douaumont.) Un hommage local au monument de Meys lui a été rendu le 11 novembre 2018 en présence de ses enfants et petits-enfants ainsi que par Monsieur le Lieutenant-Colonel Jean Pierre GIRAUD, militaire à la retraite de l'arme du Train ainsi que par M le Maire de la commune, M Philippe Garnier et son 1er adjoint, M Patrice Joassard et un autre hommage national lui a été rendu à Bourges et Verdun, en présence de sa petite-fille, Aimée Chastagnier-Notin.